# Ulrika församling
Ulrika församling är en församling i Linköpings stift inom Svenska kyrkan. Församlingen ingår i Slaka-Nykils pastorat och ligger i Linköpings kommun i Östergötlands län.
Församlingskyrka är Ulrika kyrka.

## Administrativ historik
Församlingen bildades 1736 genom utbrytningar ur Kisa, Malexanders, Västra Hargs, Gammalkils och Nykils församlingar.
Församlingen utgjorde till 1962 ett eget pastorat för att därefter vara annexförsamling i pastoratet Nykil, Gammalkil och Ulrika, från 2010 Nykil-Gammalkil och Ulrika. Församlingen ingår sedan 2014 i Slaka-Nykils pastorat.

## Kyrkoherdar
| Ämbetstid | Namn                            | Levnadstid | Kommentarer                                |
| --------- | ------------------------------- | ---------- | ------------------------------------------ |
| 1737-1779 | Birger Lund                     | 1694-1793  |                                            |
| 1779-1793 | Johan Runberg                   | 1731-1793  |                                            |
| 1794-1806 | Anders Strömmersten             | 1764-1806  |                                            |
| 1808-1819 | Johan Neuwijk                   |            |                                            |
| 1817-1837 | Öjar Nylander                   | 1770-1837  |                                            |
| 1837-1840 | Anders Fabertz                  | -1840      |                                            |
| 1840-1858 | Nils Rybæck                     | 1791-1858  |                                            |
| 1859-1863 | Johan Peter Grönqvist           | 1805–1881  | Senare kyrkoherde i Hagebyhöga församling. |
| 1864-1891 | Anders Erik Fröström            | 1804-1891  |                                            |
| 1892-1923 | Per Svante Landelius            | 1853-1923  |                                            |
| 1923-1950 | Carl Erik Oscar Fredrik Kernell | 1881-1957  | [ 7 ]                                      |

## Klockare och organister[8]
| Ämbetstid | Namn                      | Levnadstid | Övrigt                 |
| --------- | ------------------------- | ---------- | ---------------------- |
| 1760-1795 | Erik Samuelsson           | 1712-1795  | Klockare.              |
| 1798-1828 | Jonas Börjesson Grönqvist | 1760-      | Klockare.              |
| 1798-1828 | Ludvig Cederberg          | 1761-      | Organist.              |
| 1828-1843 | Lars Lindgren             | 1804-1843  | Klockare och organist. |
| 1843-1880 | Petter Bengtsson Lindblom | 1820-1883  | Klockare och organist. |
| 1880-1925 | Gustav Eriksson           | 1860-1938  | Klockare och organist. |
| 1928-1952 | Axel Carlsson Dykes       | 1894-      | Klockare och organist. |